# Beerschot AC
Der Koninklijke Beerschot Antwerpen Club, besser bekannt als Beerschot AC, war ein Fußballverein aus der belgischen Stadt Antwerpen. Der Verein hieß bis 2011 Germinal Beerschot, der wiederum durch eine Fusion von Germinal Ekeren und Beerschot VAC entstanden war. Am 21. Mai 2013 wurde der Klub wegen finanzieller Schwierigkeiten und Lizenzverweigerung aufgelöst.

## Geschichte

### Beerschot

#### Gründung, Etablierung & Vereinsauflösung
Beerschot AC wurde 1899 am Het Kiel, ein südlicher Randbezirk von Antwerpen, gegründet. Bereits ein Jahr später wurde der Klub im Königlichen Belgischen Fußballverband angeschlossen und hatte dort die Registrierungsnummer 13. Die Farben des Fußballklubs waren Mauve und Weiß, ihre Heimspiele fanden im Antwerpener Olympiastadion statt. Der Klub spielte mehrere Jahrzehnte auf dem höchsten nationalen Niveau und wurde vor dem Zweiten Weltkrieg siebenmal belgischer Meister. Ebenfalls gewann Beerschot zweimal den belgischen Pokal. Da Beerschot auf finanzielle Schwierigkeiten mehrerer Jahre gestoßen war, wurde der Verein am 12. Juni 1999 aus dem Königlichen Belgischen Fußballverband ausgeschlossen.

#### Vereinsnamen
- 1899: Beerschot AC
- 1925: Royal Beerschot Athletic Club (R. Beerschot AC)
- 1968: K. Beerschot Voetbal en Atletiek Vereniging (K. Beerschot VAV)
- 1991: Beerschot Voetbal en Atletiek Club (Beerschot VAC)
- 1995: K. Beerschot Voetbal en Atletiek Club (K. Beerschot VAC)

#### Erfolge
- Belgischer Meister (7)
  - 1922, 1924, 1925, 1926, 1928, 1938, 1939
- Belgischer Pokalsieger (2)
  - 1971, 1979

### Germinal Ekeren

#### Bis 1989: Gründung und langsamer Aufstieg
Im Jahre 1920 wurde in der Stadt von Ekeren, ein Vorort von Antwerpen, Germinal Ekeren gegründet. Die Farben des Fußballklubs waren Gelb und Rot, ihre Heimspiele fanden im ehemaligen Stadion „Veltwijckpark“ statt. Der Germinal ist der siebente Monat des Französischen Revolutionskalender, sowie ein Symbol der sozialistischen Bewegung. Zwischen 1920 und 1940 nahm der Klub an den Meisterschaften des sozialistischen Fußballverband, dann von 1940 bis 1942 des flämischen Fußballverband teil. Ab 1942 war der Klub unter dem Namen FC Germinal Ekeren im Königlichen Belgischen Fußballverband angeschlossen und hatte dort die Registrierungsnummer 3530. Im Jahre 1952 nahm der Klub zum ersten Mal an einer belgischen Meisterschaft (vierte Liga) teil. Nachdem FC Germinal Ekeren 1971 den königlichen Titel verliehen bekommen hatte, nannte sich der Verein offiziell Koninklijke Football Club Germinal Ekeren, kurz KFC Germinal Ekeren. In den 1980er Jahren ging der Klub von einem provinziellen Niveau auf professionelle Ebene über. Von 1981 bis 1984 spielte der Klub in der vierten Liga, von 1984 bis 1988 in der dritten Liga und 1988/89 in der 2. Division. 1989 stieg der Verein in die q. Division auf.

#### Ab 1990: Etablierung und der nationale Erfolg
| Saison  | Liga | Platz | Tore  | Punkte |
| ------- | ---- | ----- | ----- | ------ |
| 90 – 91 | I    | 04.   | 55:41 | 42     |
| 91 – 92 | I    | 08.   | 55:45 | 37     |
| 92 – 93 | I    | 14.   | 57:67 | 27     |
| 93 – 94 | I    | 10.   | 49:48 | 32     |
| 94 – 95 | I    | 06.   | 57:39 | 37     |
| 95 – 96 | I    | 03.   | 53:37 | 53     |
| 96 – 97 | I    | 10.   | 56:57 | 46     |
| 97 – 98 | I    | 03.   | 60:48 | 58     |
| 98 – 99 | I    | 10.   | 48:46 | 49     |

1991 beendete das Team den fünften Platz und nahm somit an den UEFA-Pokal (1991/92) teil, verlor aber schon die erste Runde gegen Celtic Glasgow mit 3:1. Im Jahre 1995 beendete Ekeren den sechsten Platz, qualifizierte sich für den Intertoto-Cup, wo die Mannschaft ebenfalls in der ersten Runde scheiterte. In der Saison 1995/96 erreichte die Mannschaft den dritten Platz und qualifizierte sich für den UEFA-Pokal, die aber wieder in der ersten Runde, diesmal gegen Grazer AK, scheiterte. Ein Jahr später gewann Ekeren den belgischen Pokal, was den größten nationalen Erfolg für den Verein darstellt, und nahm in der darauf folgenden Saison am Europapokal der Pokalsieger teil. Ekeren wurde in der zweiten Runde durch den VfB Stuttgart geschlagen. Ekeren beendete den dritten Platz in der Saison 1998/99, verlor aber schon in der Qualifikationsrunde für den UEFA-Pokal gegen den Servette FC.

#### 1999: Problemfall Stadion
Germinal Ekeren erhielt – trotz sportlicher Erfolge – jedoch im Jahr 1999 Probleme mit seinem Stadion. Die Einführung einer zu erhaltenden Lizenz, um an den zwei höchsten Ligen teilzunehmen, zwang den Klub, seine Einrichtungen zu vergrößern. Nachdem aber einige Anwohner beim Gericht wegen der zu erwartenden höheren Lärmbelästigung geklagt hatten und das Stadion in einem Erholungspark lag, war die Vergrößerung unmöglich. Germinal Ekeren stand ohne Ersatzspielstätte kurz davor, seine Lizenz zu verlieren.

#### Vereinsnamen
- 1920: FC Germinal Ekeren
- 1971: KFC Germinal Ekeren
- 1999: KFC Germinal Beerschot Antwerpen (G.B.A.)

### Germinal Beerschot Antwerpen

#### Fusion
Beerschot VAC, der durch den Königlichen Belgischen Fußballverband am 12. Juni 1999 keine weitere Lizenz bekam, gab das Vereinsgelände am Olympiastadion auf. Ohne dass es zu einer wirklichen Fusion kam, nahm der FC Germinal Ekeren davon Besitz und änderte am 1. Juli 1999 sein Vereinsnamen in Koninklijke Football Club Germinal Beerschot Antwerpen. Die gelb-roten Vereinsfarben des Germinal Beerschot Antwerpen wurden um die Farbe Mauve (von Beershot VAC) erweitert. Der Verein behielt die Registrierungsnummer (3530) von Germinal Ekeren, um seinen Platz in der ersten Division zu halten, spielte aber seitdem im Stadion von Beerschot AC und baute das Stadion zur Saison 2001/02 aus.
Indem man die Registrierungsnummer von Germinal Ekeren behielt, wurden zwar die frühere Erfolge von Germinal Ekeren aber nicht die des Beerschot VAC in der Vereinsgeschichte des KFC Germinal Beerschot mitgeführt.

#### Germinal Beerschot Antwerpen seit 2000

Das Logo von Germinal Beerschot Antwerpen

Nach diversen finanziellen Problemen wurde im Jahr 2004 Marc Brys als Trainer eingestellt. Der Belgier führte die Mannschaft zum nationalen Pokalsieg – die einzige Trophäe, dass der Verein nach der Fusion gewinnen konnte – nach einem 2:1-Sieg gegen den belgischen Meister FC Brügge. Torschützen waren Karel Snoeckx und Kris De Wree. Damit konnte die Mannschaft am UEFA-Cup teilnehmen. In der Saison darauf wurde Marc Brys jedoch bereits nach 7 Spielen entlassen. Bis dahin wurden lediglich 4 von 21 möglichen Punkten geholt. Er wurde von Jos Daerden ersetzt, der mit den Club zum Saisonende auf den sechsten Platz landete. Zum Saisonwechsel wurde Jos Dearden nach Kontroversen mit Vereinsvorstand durch Marc Brys ersetzt. Nach nur einer Saison (2006/07) wurde Marc Brys von Harm van Veldhoven ersetzt.
Wegen des Durchbruchs der Spieler wie François Sterchele, Hernan Losada, Gustavo Colman, Kenny Steppe und Ederson Tormena schien Germinal Beerschot unter Trainer van Veldhoven sich allmählich im oberen Tabellendrittel zu etablieren. Höhepunkte hier waren eine Serie von neun Siegen in Folge während der Saison 2007/08 und den fünften Platz in der Abschlusstabelle.
Der Beginn der Saison 2008/09 verlief nicht zufriedenstellend. Germinal Beerschot verlor in der zweiten Runde des Intertoto-Cups gegen den Neftçi Baku und holte nach elf Ligaspielen lediglich 8 von möglichen 33 Punkten. Als die Mannschaft in der siebten Runde des belgischen Pokalwettbewerbs gegen den drittklassigen KRC Mechelen scheiterte, ist der Trainer Harm van Veldhoven zurückgetreten. Kurz darauf wurde der ehemalige belgische Nationaltrainer Aimé Anthuenis vorgestellt, der jedoch aufgrund schlechter Ergebnisse zu Beginn der darauffolgenden Saison entlassen wurde. Jos Daerden wurde zu seinem Nachfolger ernannt. Obwohl die Mannschaft nach der Hinrunde auf dem dritten Platz endete – der zudem nach der Fusion einen neuen Vereinsrekord aufstellte – wurde der Vertrag von Jos Daerden aufgrund einer enttäuschenden Rückrunde auch nicht verlängert. Den vakanten Trainerposten übernahm Glen De Boeck. In der Saison 2010/11 waren die Ergebnisse nicht zufriedenstellend und Glen De Boeck wurde am 29. November entlassen, der von Jacky Mathijssen ersetzt wurde.
| Saison  | Platz | Liga | Punkte | Anmerkungen                                                                          | Belgischer Pokal | Europa               |  |
| ------- | ----- | ---- | ------ | ------------------------------------------------------------------------------------ | ---------------- | -------------------- |  |
| 1999/00 | 7     | I    | 55     |                                                                                      | 1/8              |                      |  |
| 2000/01 | 6     | I    | 54     |                                                                                      | 1/2              |                      |  |
| 2001/02 | 9     | I    | 49     |                                                                                      | 1/8              |                      |  |
| 2002/03 | 14    | I    | 31     |                                                                                      | 1/2              |                      |  |
| 2003/04 | 7     | I    | 44     |                                                                                      | 1/4              |                      |  |
| 2004/05 | 9     | I    | 42     |                                                                                      | Gewonnen         |                      |  |
| 2005/06 | 6     | I    | 49     | Im Finale des belgischen Supercups 1:1 (4:2 nach Elfmeter) gegen FC Brügge verloren. | 1/8              | UEFA-Pokal: 1. Runde |  |
| 2006/07 | 6     | I    | 51     |                                                                                      | 1/16             |                      |  |
| 2007/08 | 5     | I    | 55     |                                                                                      | 1/2              |                      |  |
| 2008/09 | 13    | I    | 42     |                                                                                      | 1/16             | UI-Cup: 2. Runde     |  |
| 2009/10 | 10    | I    | 35     | In der Play-off-Gruppe B endete Germinal Beerschot auf dem 3. Platz mit 5 Punkten.   | 1/8              |                      |  |
| 2010/11 | 13    | I    | 26     | In der Play-off-Gruppe B endete Germinal Beerschot auf dem 3. Platz mit 6 Punkten.   | 1/4              |                      |  |
| 2011/12 | 11    | I    | 36     | In der Play-off-Gruppe B endete Germinal Beerschot auf dem 3. Platz mit 7 Punkten.   | 1/4              |                      |  |
| 2012/13 | 15    | I    | 23     | In der Relegation unterlag man Cercle Brügge in 4 Spielen und stieg somit ab.        | 1/16             |                      |  |

### Beerschot AC
Die Saison 2010/11 wurde geprägt durch interne Kämpfe und Machtkämpfe innerhalb der Vorstandsetage, die ausgiebig in den Medien weiter verbreitet wurden. Im Februar 2011 erwarb Patrick Vanoppen 99 Prozent Anteile an den Verein. Daraufhin wurde der Verein umstrukturiert. Im Mai desselben Jahres änderte sich der Vereinsname offiziell zum Koninklijke Beerschot Antwerpen Club (K. Beerschot AC). Das neue Logo besinnt sich auf seine Vereinsgeschichte und verleiht den Bären wieder einen prominenten Platz. Das Zeichen links des Bären bezieht sich auf die Nummerierung der Mayas und sollte als „13“ gelesen werden – die Zahl stellt zudem die erste erhaltene Registrierungsnummer dar, die vom Königlichen Belgischen Fußballverband vergeben wurde. Beerschot behielt trotzdem die Registrierungsnummer (3530) von Germinal Beerschot Antwerpen, um ihren Platz in der ersten Division zu halten. Indem man die Registrierungsnummer von Germinal Beerschot Antwerpen behielt, wurden zwar die frühere Erfolge von Germinal Beerschot Antwerpen, aber nicht die des Beerschot VAC in der Vereinsgeschichte des Beerschot mitgeführt. Weiterhin findet sich das lateinische Sprichwort „Tene quod bene“ (deutsch: Halte fest, was gut ist. oder Halt es fest, weil es gut ist!) sowie die Eicheln im Logo wieder.

## Namen und Daten

### Bekannte ehemalige Spieler

#### Beerschot AC
| - Adnan Čustović - Arnor Angeli - Guillaume François - Roni Porokara - Tomislav Mikulić - Conor Laerenbergh - Joachim Mununga |  | - Jón Guðni Fjóluson - Tomislav Pacovski - Sherjill Mac-Donald - Ibrahima Sidibé - Gary Kagelmacher - Vusumuzi Nyoni - Peter Van der Heyden |

#### Germinal Beerschot
| - Gustavo Colman - Daniel Quinteros - Jason Čulina - Toby Alderweireld - Jurgen Cavens - Steve Cooreman - Marc Degryse - Mousa Dembélé - Jonas De Roeck - Kris De Wree - Francis Severeyns - Jan Moons - Kristof Snelders - Karel Snoeckx - Wesley Sonck - François Sterchele |  | - Jelle Van Damme - Philip Haagdoren - Marc Hendrikx - Tony Herreman - Carl Hoefkens - Gunther Hofmans - Dirk Huysmans - Emmanuel Karagiannis - Mohamed Messoudi - Aristide Bancé - Moumouni Dagano - Luciano Da Silva - Victor Simões de Oliveira - Leonardo Moura - Walker Américo Frônio - Samir Beloufa |  | - Boldizsár Bodor - Miklós Lendvai - Igor Lolo - Pius Ndiefi - Mario Cvitanović - Chris van der Weerden - Henk Vos - Maikel Aerts - Khalilou Fadiga - Vinko Marinovic - Aleksandar Mutavdžić - Cephas Chimedza - Aaron Mokoena |

#### Germinal Ekeren
| - Tony Vidmar - Jos Daerden - Eric Deflandre - Kurt Morhaye - Marc Schaessens - Francis Severeyns - Eddy Snelders - Philippe Vande Walle - Mike Verstraeten - Luc Leys - Guy Vandersmissen |  | - Tomasz Radzinski - Ervin Kovacs - Flórián Urbán - Ton Cornelissen - Harry Lubse - Simon Tahamata - Edwin van Ankeren - Michel van de Korput - Cvijan Milošević - Ari Heikkinen |

#### Beerschot VAC
| - Pierre Braine - Raymond Braine - Lucian Bălan - Roberto Cabral - Arthur Ceuleers - Julien Cools - Henri Coppens - Bob Dalving - Yvan De Ferm - Alfons De Winter - Patrick Vervoort - Lothar Emmerich - André Fierens - Charles Geerts |  | - Juan Lozano - Guido Mallants - Walter Meeuws - René Mücher - Herbert Potts - Emmanuel Sanon - Marc Schaessens - Neel Seys - Jos Smolders - Gérard Sulon - Simon Tahamata - Guy Thys - Ivan Thys - Jef Vliers |  | - Dirk Goossens - Tommy Hansen - Wim Hofkens - Constant Huysmans - Andrej Jeliazkov - Vahram Kevorkian - Rik Larnoe - André Lauryssen - Arto Tolsa - Jan Tomaszewski - John Van Alphen - Stanley Vanden Eynde - Jan Verheyen |

### Trainer seit 1988

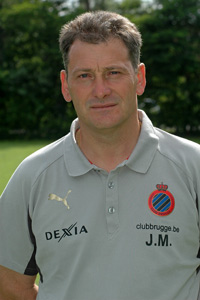
Jacky Mathijssen war von Dezember 2010 bis März 2012 Trainer von Germinal Beerschot. Ende Januar 2013 kehrte er wieder zurück.

| Saison             | Trainer | Trainer |
| Beerschot AC       | Beerschot AC | Beerschot AC |
| ------------------ | --- | --- |
| 2012/13            | Jacky Mathijssen Wim De Corte (bis zum 22. Januar 2013) Adrie Koster (bis zum 29. November 2012)                                      | Jacky Mathijssen Wim De Corte (bis zum 22. Januar 2013) Adrie Koster (bis zum 29. November 2012)                                      |
| 2011/12            | Wim De Corte (als Interimstrainer) Jacky Mathijssen (bis zum 26. März 2012)                                                           | Wim De Corte (als Interimstrainer) Jacky Mathijssen (bis zum 26. März 2012)                                                           |
| Germinal Beerschot | | |
| 2010/11            | Jacky Mathijssen Stan Van den Buys & Freddy Heirman (als Interimstrainer bis Dezember 2010) Glen De Boeck (bis zum 29. November 2010) | Jacky Mathijssen Stan Van den Buys & Freddy Heirman (als Interimstrainer bis Dezember 2010) Glen De Boeck (bis zum 29. November 2010) |
| 2009/10            | Jos Daerden Aimé Anthuenis (bis zum 31. August 2009)                                                                                  | Jos Daerden Aimé Anthuenis (bis zum 31. August 2009)                                                                                  |
| 2008/09            | Aimé Anthuenis Harm van Veldhoven (bis zum 13. November 2008)                                                                         | Aimé Anthuenis Harm van Veldhoven (bis zum 13. November 2008)                                                                         |
| 2007/08            | Harm van Veldhoven | Harm van Veldhoven |
| 2006/07            | Marc Brys | Marc Brys |
| 2005/06            | Jos Daerden Marc Brys (bis September 2005)                                                                                            | Jos Daerden Marc Brys (bis September 2005)                                                                                            |
| 2004/05            | Marc Brys | Marc Brys |
| 2003/04            | Marc Brys | Marc Brys |
| 2002/03            | Franky Van der Elst | Franky Van der Elst |
| 2001/02            | Franky Van der Elst | Franky Van der Elst |
| 2000/01            | Franky Van der Elst | Franky Van der Elst |
| 1999/00            | Franky Van der Elst | Franky Van der Elst |
| Germinal Ekeren    | Germinal Ekeren | Beerschot VAC |
| 1998/99            | Herman Helleputte | Marc Noë |
| 1997/98            | Herman Helleputte | Marc Noë Barry Hulshoff |
| 1996/97            | Herman Helleputte Stani Gzil | James Storme |
| 1995/96            | Stani Gzil Herman Helleputte | Raoul Peeters |
| 1994/95            | Herman Helleputte | René Desaeyere |
| 1993/94            | Aimé Anthuenis | René Desaeyere |
| 1992/93            | Urbain Haesaert | René Desaeyere |
| 1991/92            | Urbain Haesaert | Guido Mallants Martti Kuusela |
| 1990/91            | Urbain Haesaert | Aad Koudijzer |
| 1989/90            | René Desaeyere Albert Bers | Georges Heylens |
| 1988/89            | Albert Bers | Barry Hughes |